# Октябрьский (Кинешемский район)
Октябрьский — село в Кинешемском районе Ивановской области России. Входит в состав Наволокского городского поселения.

## География
Село расположено в северо-восточной части Ивановской области, в зоне хвойно-широколиственных лесов, в пределах северо-восточной части Среднерусской возвышенности, на правом берегу реки Волги, на расстоянии примерно 1 километра (по прямой) к северо-западу от города Кинешмы, административного центра района. Абсолютная высота — 112 метров над уровнем моря.

### Климат
Климат характеризуется как умеренно континентальный, с холодной многоснежной зимой и умеренно жарким влажным летом. Среднегодовая температура воздуха — 3,1 °C. Средняя температура воздуха самого холодного месяца (января) — −11,7 °C (абсолютный минимум — −45 °C), средняя температура самого тёплого (июля) — 18,2 °С (абсолютный максимум — 38 °C). Период с температурой воздуха выше 10 °C длится около 122 дней. Годовое количество атмосферных осадков — 595 мм, из которых 402 мм выпадает в период с апреля по октябрь.

### Часовой пояс
Село Октябрьский, как и вся Ивановская область, находится в часовой зоне МСК (московское время). Смещение применяемого времени относительно UTC составляет +3:00.

## История
Каменная Иоанно-Богословская церковь с колокольней на Богословском погосте была построена в 1794 году на средства прихожан. Ограда каменная. Кладбище в церковной ограде. Престолов было 3: в честь Казанской иконы Божией Матери, ап. и ев. Иоанна Богослова и св. пророка Илии.
В конце XIX — начале XX века Погост Богословский входил в состав Дюпихской волости Кинешемского уезда Костромской губернии, с 1918 года — в составе Иваново-Вознесенской губернии.
С 1929 года село входило в состав Наволокского сельсовета Кинешемского района Ивановской области, в 1935 — 1958 годах — в составе Наволокского района, с 1974 года — в составе Долговского сельсовета, с 2005 года — в составе Наволокского городского поселения.

## Население
| 1872 | 1897 | 2002  | 2010  |
| ---- | ---- | ----- | ----- |
| 26   | →26  | ↗2083 | ↘1897 |

### Национальный состав
Согласно результатам переписи 2002 года, в национальной структуре населения русские составляли 93 % из 2083 чел.